# Herbinix luporum
Herbinix luporum es una  especie de bacteria grampositiva del género Herbinix. Fue descrita en el año 2016. Su etimología hace referencia a luporum, lobo (wolf), en honor a los microbiólogos alemanes Wolfgang Ludwig, Wolfgang Liebl y Wolfgang Schwarz. Es anaerobia estricta, inmóvil y termófila. Tiene un tamaño de 0,5 μm de ancho por 2-6 μm de largo. Forma colonias circulares y translúcidas en agar GS2. Temperatura de crecimiento entre 40-65 °C, óptima de 55 °C. Catalasa negativa. Se ha aislado de una planta de producción de biogás en Alemania.